# Église Blenduk
L'église Blenduk ou église protestante Immanuel de l'ouest de l'Indonésie est une église protestante située à Semarang, Java central, Indonésie. Construite en 1753, il s'agit de la plus ancienne église de la province.

## Architecture et emplacement
L'église Blenduk se tient au 32 de la rue Letjen Suprapto dans la vieille ville de Semarang (Java central) dans une petite cour située entre des anciens immeubles de bureaux. Au sud, de l'autre côté de la rue, on trouve le bâtiment Jiwasraya tandis qu'à l'ouest, on peut voir les bureaux Kerta Niaga.
L'église de forme octogonale a été construite sur des fondations en pierre et se compose d'un simple mur de briques. Elle est coiffée par un grand dôme couvert de cuivre, duquel elle tient son nom,, le mot javanais mblenduk voulant en effet dire « dôme ». Le dôme est soutenu par 32 poutres d'acier, 8 grandes et 24 petites. Deux tours à base carrée et dernier étage arrondi surplombé d'un petit dôme sont situées de chaque côté de l'entée. Une corniche fait le tour de l'église. Des portiques de style roman couverts de toits en selle de cheval sont situés sur les faces est, sud et ouest. L'église est décorée par des fenêtres en verre gravé et des vitraux ainsi qu'une porte en bois à double battant sur l'entrée de la phase sud,.
Les bancs de bois à l'intérieur de Blenduk disposent de sièges en rotin. La chaire, elle, est complètement réalisée en bois de teck et est positionné sur une plate-forme octogonale,. Un orge baroque n'étant plus en état de marche et datant du XVIIIe siècle se trouve également à l'intérieur,. Le sol est recouvert de carreaux noirs, jaunes et blancs. Dans la partie nord de l'intérieur se trouve un escalier en colimaçon sur lequel se trouve le nom de son fabricant : Pletterij den haag.

## Histoire

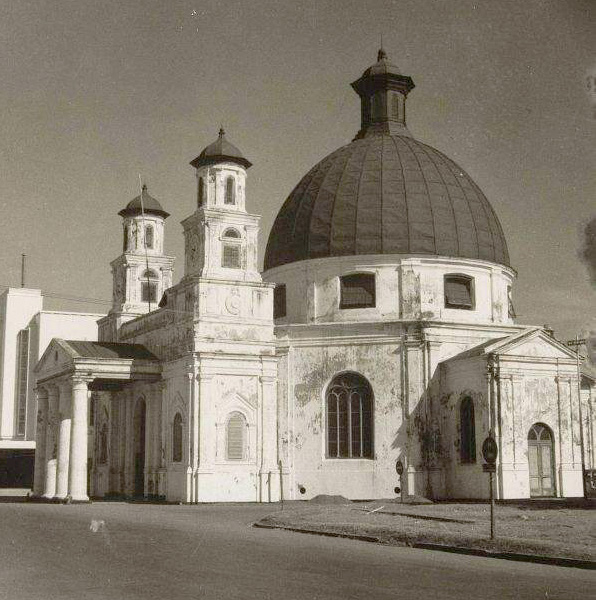
Photo de Blenduk vers 1940

Blenduk a été construite en 1753, le premier bâtiment était de style de style joglo. Conçue pour les Protestants, des Catholiques y vinrent également avant la construction de l'église St. Joseph de Semarang.
L'église a été reconstruite en 1787. De nouveaux travaux ont été menés par H.P.A. de Wilde et W. Westmas en 1894. C'est pendant cette rénovation que le dôme et les deux tours ont été ajoutés ,. Une autre série de rénovations a eu lieu au début des années 2000. En 2004, l'église accueillait 200 familles dans sa congrégation et tenait l'office chaque dimanche. L'église accueille par ailleurs les touristes. Elle a fêté son 250e anniversaire en 2003.
En février 2009, Blenduk a reçu le Prix du lieu de culte ancien le mieux entretenu par la branche de Java central de la Société indonésienne des architectes.

## Galerie

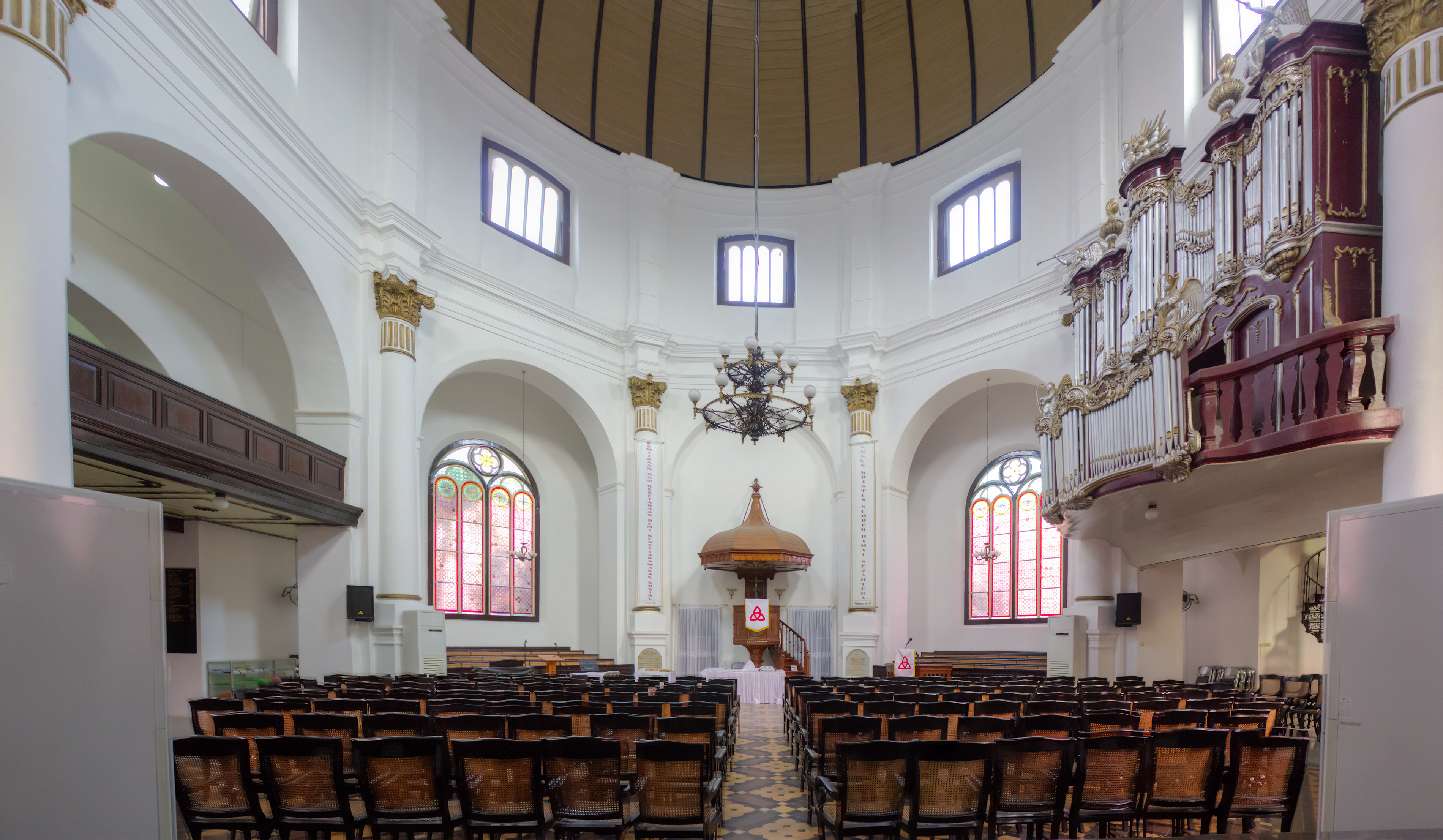
Intérieur
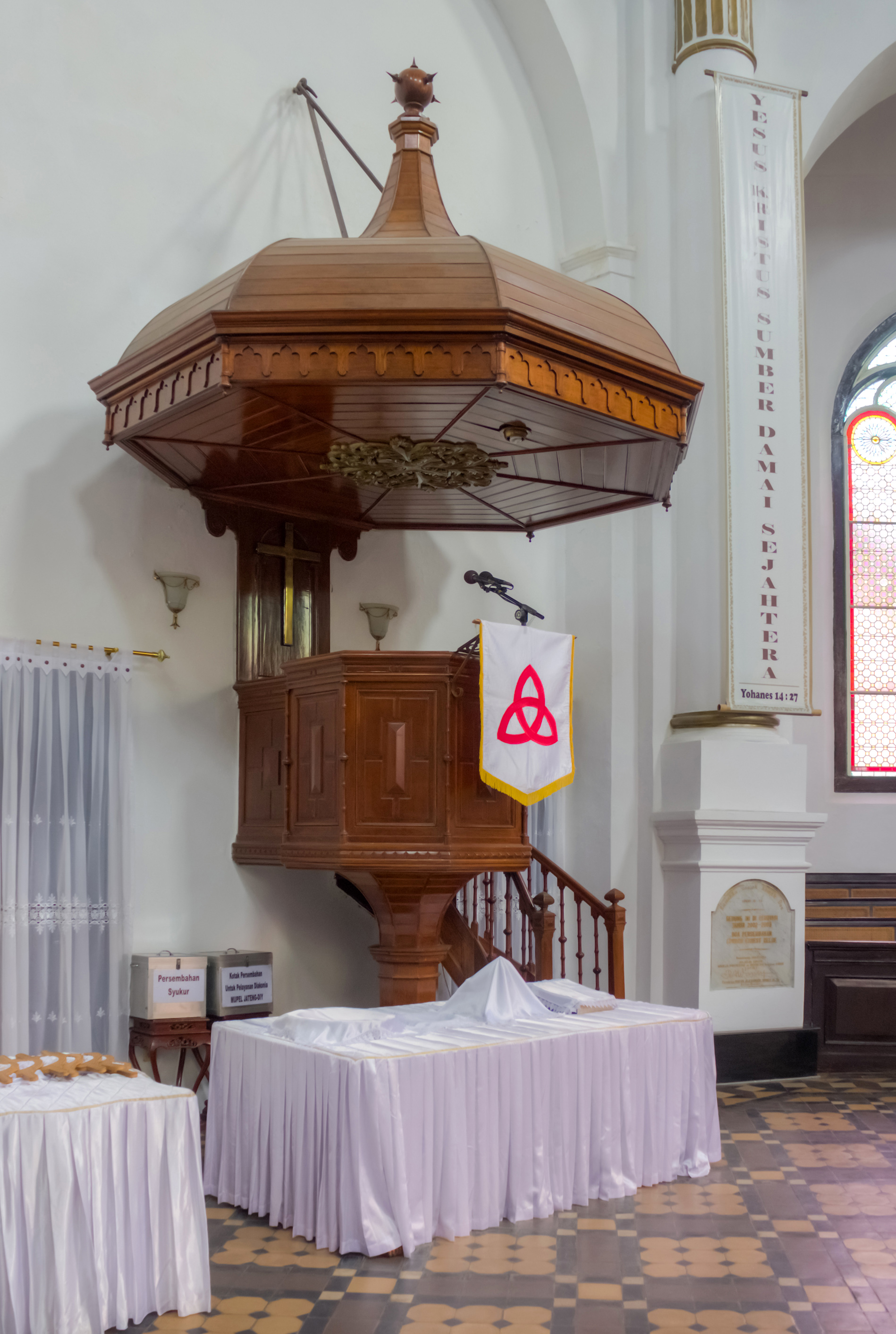
Chaire
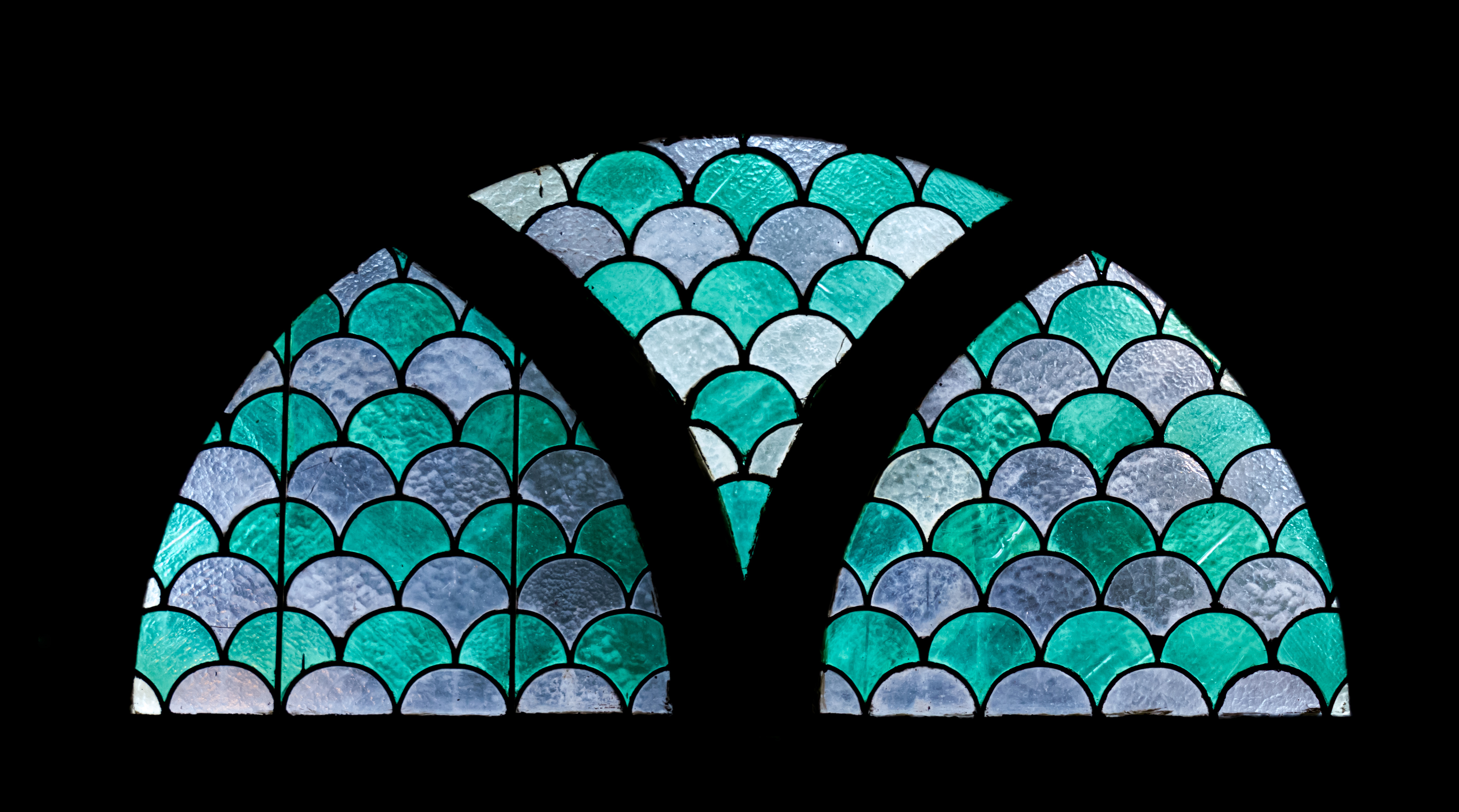
Vitrail